# Saint-Front-la-Rivière
Saint-Front-la-Rivière (okzitanisch Sent Front la Ribiera) ist eine französische Gemeinde mit 497 Einwohnern (Stand 1. Januar 2022) im Norden des Départements Dordogne in der Region Nouvelle-Aquitaine. Sie gehört zum Arrondissement Nontron, zum Kanton Périgord Vert Nontronnais und zum Gemeindeverband ist die Périgord Nontronnais. Die Einwohner werden als Saint-Frontais bzw. Saint-Frontaises bezeichnet.

## Etymologie
Die okzitanische Bezeichnung Sent Front la Ribiera leitet sich ab vom Heiligen Fronto (Sanctus Fronto) und von la ribiera mit der Bedeutung der Fluss, gemeint ist hier die Dronne.

## Geographie
Saint-Front-la-Rivière liegt fünf Kilometer südsüdwestlich von Saint-Pardoux-la-Rivière, acht Kilometer südöstlich von Nontron und 14 Kilometer nordnordöstlich von Brantôme.
Die Gemeinde wird von folgenden fünf Nachbargemeinden umgeben:
| Sceau-Saint-Angel | Saint-Pardoux-la-Rivière                    | Milhac-de-Nontron |
| Sceau-Saint-Angel | Kompassrose, die auf Nachbargemeinden zeigt | Milhac-de-Nontron |
| Quinsac           | Quinsac                                     | Villars           |

Zum Gemeindegebiet von Saint-Front-la-Rivière gehören neben dem Ortskern folgende Weiler, Gehöfte, Mühlen, Schlösser und Geländepunkte:
Babayou, Bélêterie, Bois de Mousseau, Bouteiller, Chabrellac, Chante-Perdrix, Château de la Rénaudie, Château Gaillard, Chazelle, Curegousset, Fontaine de la Peur, Jauviderie, L'Étang, La Garenne, La Pépide, La Peycelière, La Rebière, La Varenne, La Vigerie, Labrousse, Le Caneau, Le Grand Trou, Le Lac Blanc, Le Moulin de Pombol, Le Moulin Turelet, Le Pommier, Le Sablon, Les Bertades, Les Brames, Les Devalantes, Les Réserves, Lusson, Maison Neuve, Malcontent, Milan, Montrabet, Peycelière, Piche Chabre, Pombol, Puychabrol, Soulage und Terre du Prêtre.
Der topographisch tiefste Punkt des Gemeindegebietes liegt mit 125 Metern über dem Meer an der Dronne im äußersten Süden, der höchste Punkt mit 233 Metern an der Südwestecke bei Malcontent. Die maximale Höhendifferenz beträgt 108 Meter. Der Ortskern befindet sich auf 132 Meter Meerhöhe.

### Verkehrsanbindung
Der Ortskern von Saint-Front-la-Rivière liegt an der D 83 von Brantôme nach Saint-Pardoux-la-Rivière. Er wird außerdem von einer Kommunalstraße in Ost-West-Richtung gequert, die von Milhac-de-Nontron nach Sceau-Saint-Angel führt. Durch den Südteil der Gemeinde verläuft die D 3 von Nontron nach Villars. Parallel zur D 83, die auf der linken Talseite der Dronne entlangläuft, verbindet eine Kommunalstraße die rechtsseitigen Weiler an der Dronne.

### Bodenbedeckung

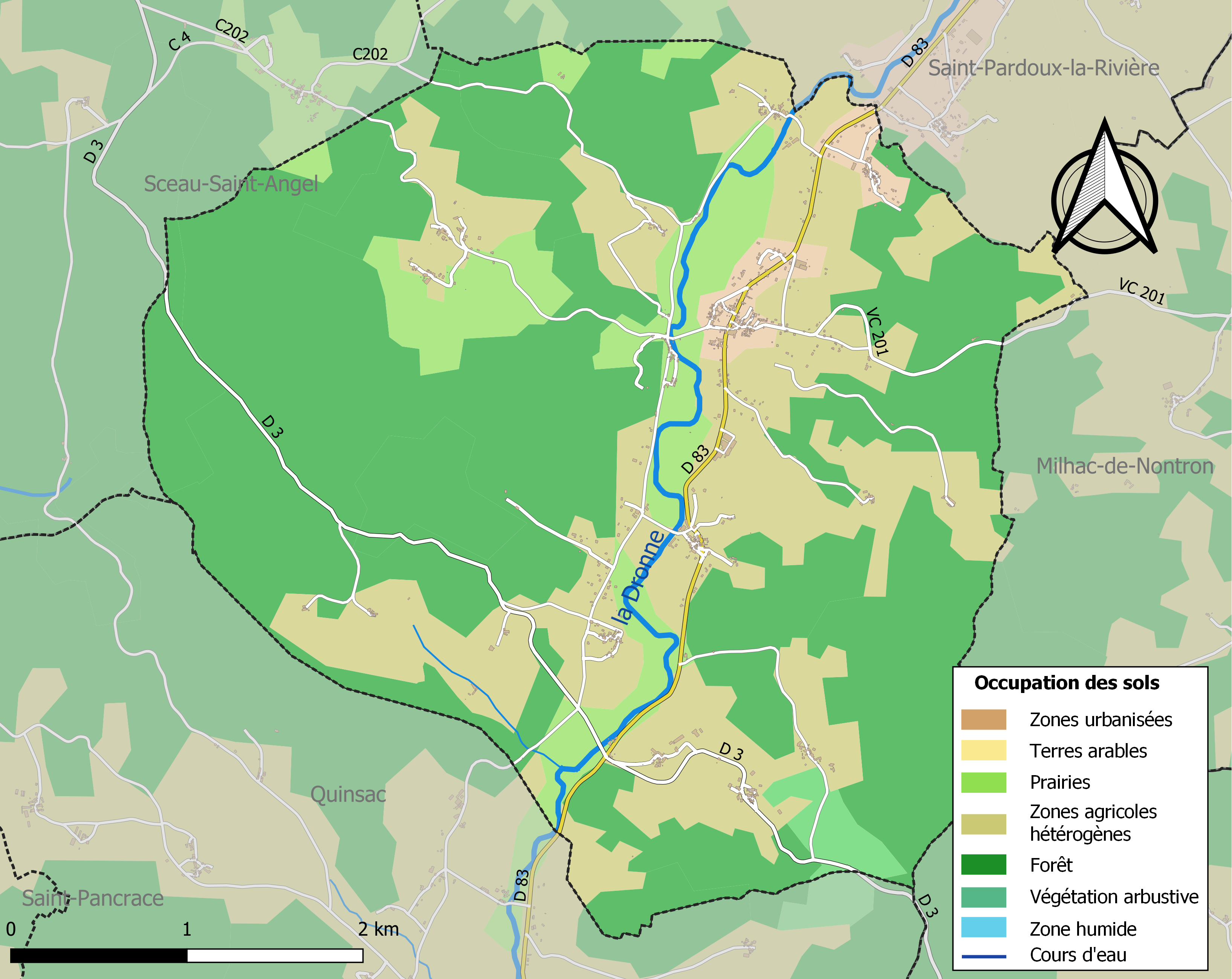
Bodenbedeckung in Saint-Front-la-Rivière

Die Bodenbedeckung der Gemeinde Saint-Front-la-Rivière schlüsselt sich im Jahr 2018 gemäß der europäischen Datenbank CORINE Land Cover (CLC) wie folgt auf:
- Wälder – 57,9 %
- heterogene landwirtschaftliche Nutzung – 29,0 %
- Wiesen – 9,7 %
- Städtebaulich beansprucht – 2,1 %
- Buschwerk – 1,2 %

Wälder und seminaturelle Ländereien stehen mit 59,1 % eindeutig im Vordergrund, gegenüber 1990 (58,6 %) zeigen sie sogar einen leichten Anstieg.

## Klima
Die Gemeinde Saint-Front-la-Rivière besitzt ein abgeschwächtes ozeanisches Klima, das sich durch folgende Parameter auszeichnet:
| Klimaparameter im Zeitraum 1971–2000 - Jahresmittel: 12,1 °C - Anzahl der Tage unter −5 °C: 4,1 - Anzahl der Tage oberhalb 30 °C: 8,0 - Maximum im Tages-Temperaturunterschied: 15,1 °C - Jahresniederschlag: 932 mm - Niederschlagstage im Januar: 13,1 - Niederschlagstage im Juli: 6,9 |

Durch den Klimawandel zeichnen sich Erhöhungen im Jahresmittel ab, die sich bereits auch bemerkbar machen. So ist beispielsweise an der 58 Kilometer entfernten Wetterstation am Flughafen von Limoges-Bellegarde das langjährige Jahresmittel von 11,2 °C für 1971–2000 über 11,4 °C für 1981–2010 auf 11,8 °C für 1991–2020 angestiegen – ein Zuwachs um 0,6 °C innerhalb von 20 Jahren.

## Hydrographie

Hydrographische Karte von Saint-Front-la-Rivière

Das Gemeindegebiet von Saint-Front-la-Rivière wird in Nordnordost-Südsüdwest-Richtung in etwa mittig von der Dronne durchflossen und gehört daher vollständig zum Flusssystem Isle-Dronne. Die Talaue, in der die Dronne mäandriert, wird über 500 Meter breit. Mehrere kleinere linke und rechte Seitentäler erreichen den Fluss, die aber alle aufgrund der Kalktopographie als Trockentäler ausgelegt sind. Nur im letzten rechten Seitental an der Südgrenze, das von einer Quelle gespeist wird, fließt tatsächlich Wasser. Eine abflusslose Quelle bei Curegousset im Südwesten ist die Fontaine de la Peur.
Die Gesamtlänge der Wasserläufe im Gemeindegebiet beträgt 7 Kilometer.

## Geologie

Geologische Karte von Saint-Front-la-Rivière

Das Gemeindegebiet von Saint-Front-la-Rivière wird vollständig von flachliegenden Sedimenten des nordöstlichen Aquitanischen Beckens aufgebaut, im Wesentlichen Dogger und Oberkreide sowie deren kontinentale Decksedimente aus dem Tertiär. 
Älteste aufgeschlossene Formation ist Unterstes Bathonium der Formation j 1c-2a (Oolithkalke, zu sehen am linken und rechten nördlichen Talrand der Dronne bis etwas südlich des Ortskerns). Darüber lagern kryptokristalline Fossilkalke (Formation j 2b – Unterbathon, anstehend nördlich von Chazelle, um Le Caneau und bei Le Sablon) und bioklastische Kalke  (Formation j 2-6a – Oberbathon bei Jauviderie und La Pépide). 
Über den Dogger transgredierte Cenomanium der Formation c 1-2 (die sandigen, Alveolinen-führenden Kalke sind in kleineren Vorkommen links der Dronne bei Le Caneau und bei Le Sablon und rechts der Dronne bei L'Étang, bei Soulage und bei Milan aufgeschlossen). Das Cenomanium wird von Schichten des Turoniums abgelöst (kreidige Knollenkalke des Ligériens der Formation c 3a südlich vom  Château Gaillard und bei Bélêterie sowie verkieselte, kryptokristalline Rudistenkalke des Angoumiens der Formation c 3b südlich vom Château de la Rénaudie). 
Der Höhenrücken östlich von Lusson trägt pliozänes bis altpleistozänes Plattformalluvium (Formation Fs). Höhere Hanglagen werden ferner von pleistozänem Alluvium (fluviatile Schotter) und von daraus durch Umlagerung hervorgegangenem Kolluvium überdeckt (Formationen Ac an der rechten Dronneseite entlang der D 3 sowie Acf um Babayou und CF um Lusson). Auch einige kalkige Hangschuttlagen aus der Würm-Kaltzeit sind erhalten geblieben (Formation GP). Im Dronnetal finden sich Schotterterrassen aus der Riß-Kaltzeit (Formation Fw). Noch ältere Hochterrassenreste der Dronne aus dem Altpleistozän (Formation Ft) sind bei La Vigerie und Maison Neuve zu sehen. Der Fluss fließt jedoch jetzt in holozänem Alluvium (Formation K).
Das Schichtpaket fällt generell mit 8 bis 10 Grad nach Südwesten ein, zeigt aber auch örtliche Abweichungen mit 5 bis 6 Grad nach Nordwest. Dies deutet auf tektonische Bewegungen hin, die sich in lokalen Störungen manifestieren (beispielsweise östlich von Soulage, wo ein Nord-streichendes und ein Nordnordwest-streichendes Störungssystem durchziehen). 

## Ökologie

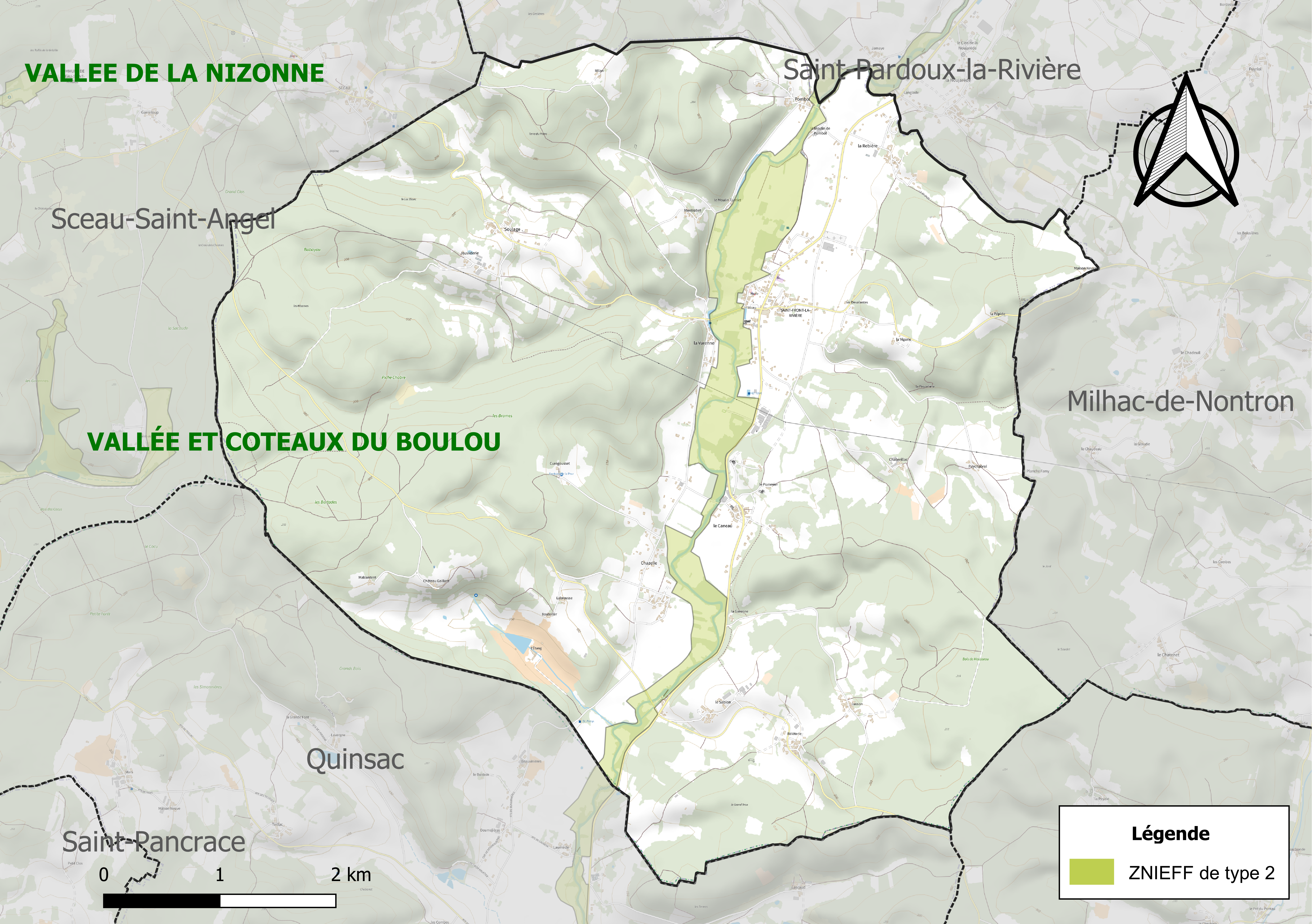
Schutzgebiet entlang der Dronne

### Naturpark
Saint-Front- la-Rivière bildet einen integralen Bestandteil des Regionalen Naturparks Périgord-Limousin.

### Schutzgebiet
Zwischen den Weilern Pombol und Chazelle wurden die Feuchtwiesen entlang der Dronne zu einem Ökotop ausgewiesen (Französisch: zone d'interêt naturelle écologique, faunistique et floristique, kurz ZNIEFF des Typus 2). Das Gebiet erstreckt sich über 4 Kilometer und ist insgesamt 115 Hektar groß. Die Feuchtwiesen beherbergen bedingt durch die sie begrenzenden Kalkfelshanglagen eine sehr interessante Flora.

## Geschichte
Ältestes Bauwerk in Saint-Front-la-Rivière ist die im romanischen Baustil begonnene Kirche Saint-Front. Dieses Bauwerk wird in einer Päpstlichen Bulle von Coelestin III. aus dem Jahr 1192 als Ecclesia S. Frontonis de Riparia erwähnt. Die Ruinen des Château de la Renaudie gehen ins 13. Jahrhundert zurück. Damals hieß die Gemeinde noch Sanctus Fronto de Ripperia und war eine von 27 Pfarreien, die dem Erzpriester von Condat, der seinen Sitz in Champagnac-de-Belair hatte, unterstanden.  Das Château Saulnier stammt ebenfalls aus dieser Zeit. Im 15. Jahrhundert wurde das Château de Pommier errichtet. Das Château du Caneau folgte dann im 19. Jahrhundert. Während des Nationalkonvents (1792 bis 1795) trug die Gemeinde den Namen Front-sur-Dronne.

## Bevölkerungsentwicklung
| Jahr | Einwohner |  |
| 1962 | 639       |  |
| 1968 | 570       |  |
| 1975 | 586       |  |
| 1982 | 541       |  |
| 1990 | 559       |  |
| 1999 | 543       |  |
| 2004 | 522       |  |
| 2006 | 534       |  |
| 2007 | 532       |  |
| 2009 | 527       |  |
| 2014 | 514       |  |
| 2016 | 530       |  |
| 2017 | 518       |  |
| 2019 | 497       |  |

Quelle: INSEE
Saint-Front-la-Rivière zählte in der Mitte des 19. Jahrhunderts noch knapp über tausend Einwohner. Ab 1886 setzte ein stetiger Rückgang ein. Nach größeren Einbußen in den 1960ern ist die Bevölkerung in Saint-Front-la-Rivière seitdem nur noch leicht rückläufig.

## Präsidentschaftswahlen 2022
| Kandidaten                       | Kandidaten            | Parteien                      | Parteien            | 1. Wahlgang | 1. Wahlgang | 2. Wahlgang | 2. Wahlgang |
| Kandidaten                       | Kandidaten            | Parteien                      | Parteien            | Stimmen     | %           | Stimmen     | %           |
| -------------------------------- | --------------------- | ----------------------------- | ------------------- | ----------- | ----------- | ----------- | ----------- |
|                                  | Marine Le Pen         | Front national                | FN                  | 106         | 30,99 %     | 159         | 55,40 %     |
|                                  | Emmanuel Macron       | En marche !                   | EM                  | 82          | 23,98 %     | 128         | 44,60 %     |
|                                  | Jean-Luc Mélenchon    | Front de gauche               | FDG                 | 62          | 18,13 %     |             |             |
|                                  | Éric Zemmour          | Reconquête                    |                     | 15          | 4,39 %      |             |             |
|                                  | Valérie Pécresse      | Les Républicains              | LR                  | 13          | 3,80 %      |             |             |
|                                  | Jean Lassalle         | Résistons !                   | R                   | 18          | 5,26 %      |             |             |
|                                  | Anne Hidalgo          | Parti socialiste              | PS                  | 14          | 4,09 %      |             |             |
|                                  | Fabien Roussel        | Parti communiste français     | PC                  | 8           | 2,34 %      |             |             |
|                                  | Nicolas Dupont-Aignan | Debout la République          | DLR                 | 8           | 2,34 %      |             |             |
|                                  | Yannick Jadot         | Europe Écologie-Les Verts     | EELV                | 5           | 1,46 %      |             |             |
|                                  | Nathalie Arthaud      | Lutte Ouvrière                | LO                  | 6           | 1,76 %      |             |             |
|                                  | Philippe Poutou       | Nouveau Parti anticapitaliste | NPA                 | 5           | 1,46 %      |             |             |
|                                  |                       |                               |                     |             |             |             |             |
| Gesamt                           | Gesamt                | Gesamt                        | Gesamt              | 342         | 100 %       | 287         | 100 %       |
|                                  |                       |                               |                     |             |             |             |             |
| Gültige Stimmen                  | Gültige Stimmen       | Gültige Stimmen               | Gültige Stimmen     | 342         | 97,71 %     | 287         | 87,23 %     |
| Ungültige Stimmen                | Ungültige Stimmen     | Ungültige Stimmen             | Ungültige Stimmen   | 8           | 2,29 %      | 42          | 12,77 %     |
| Wahlbeteiligung                  | Wahlbeteiligung       | Wahlbeteiligung               | Wahlbeteiligung     | 350         | 84,95 %     | 329         | 79,85 %     |
| Enthaltungen                     | Enthaltungen          | Enthaltungen                  | Enthaltungen        | 62          | 15,05 %     | 83          | 20,15 %     |
| Registrierte Wähler              | Registrierte Wähler   | Registrierte Wähler           | Registrierte Wähler | 412         |             | 412         |             |
|                                  |                       |                               |                     |             |             |             |             |
| Quelle: Ministère de l'Intérieur |                       |                               |                     |             |             |             |             |

Die Präsidentschaftswahlen 2022 in Saint-Front-la-Rivière konnte Marine Le Pen für sich entscheiden.

## Wirtschaft

### Beschäftigung
Im Jahr 2015 betrug die erwerbsfähige Bevölkerung zwischen 15 und 64 Jahren 227 Personen bzw. 43,0 % der Gesamtbevölkerung. Seit 2010 ist die Zahl der Arbeitslosen sehr stark von 9 auf 22 angestiegen und die Arbeitslosenquote liegt somit jetzt bei 9,5 %.

### Unternehmen
Am 31. Dezember 2015 waren 34 Unternehmen in Saint-Front-la-Rivière ansässig, davon 19 im Sektor Handel, Transport oder Dienstleistungen, 5 im Sektor Verwaltung, Bildung, Gesundheit oder Soziales, 5 im Baugewerbe, 2 in der Industrie und 3 in Landwirtschaft, Forsten und Fischerei.

## Sehenswürdigkeiten
- Romanische Kirche Saint-Front mit Kirchenschiff aus dem 16. Jahrhundert
- Ruine des Château de la Renaudie aus dem 13. bis 16. Jahrhundert, seit 1946 Monument historique
- Château Saulnier aus dem 13. und 16. Jahrhundert mit Donjon aus dem 15. Jahrhundert; seit 1969 Monument historique
- Château de Pommier aus dem 15. und 17. Jahrhundert, Monument historique seit 1959
- Château du Caneau aus dem 19. Jahrhundert
- runder Taubenturm im Ortskern.

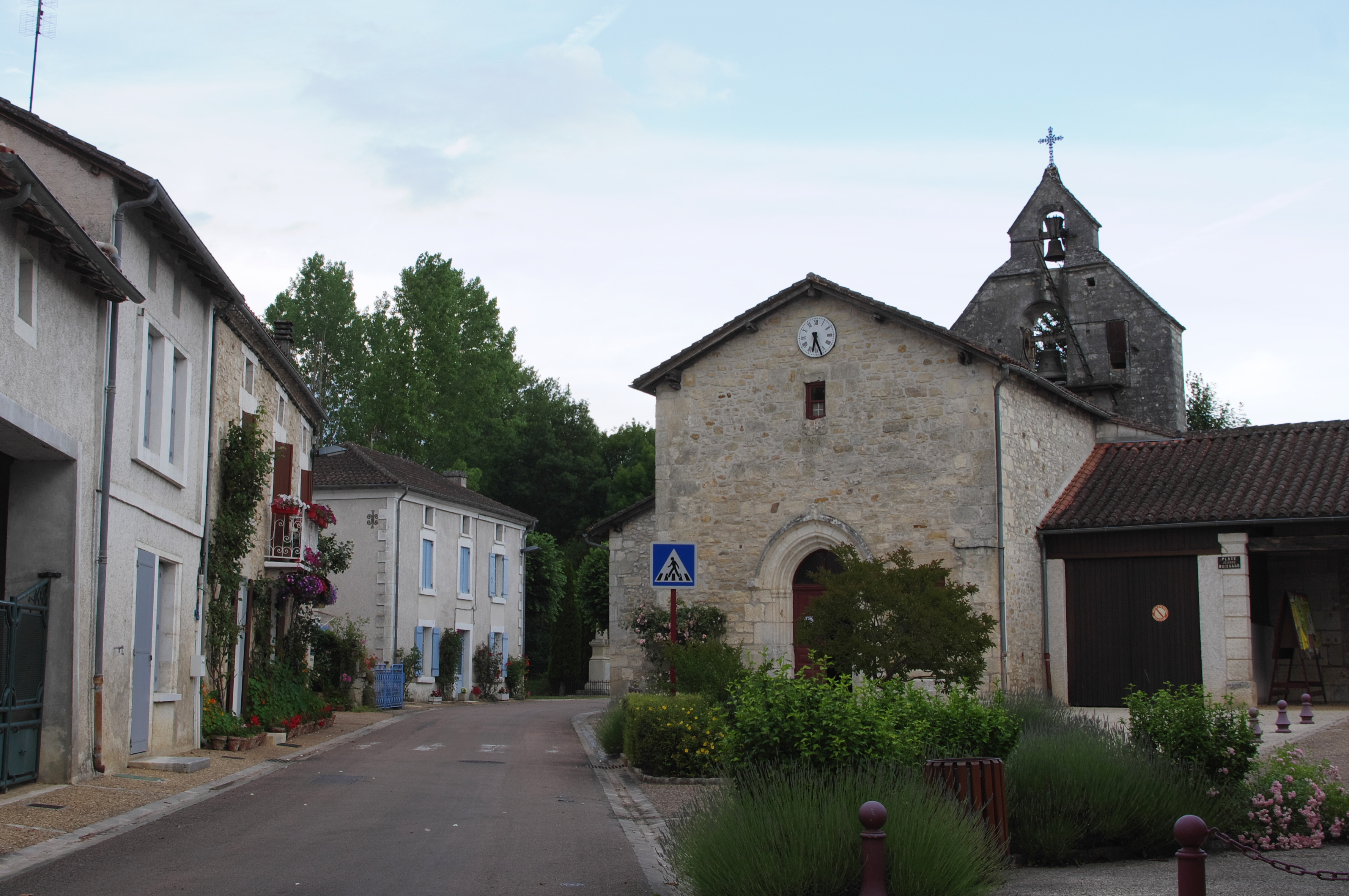
Ortszentrum mit Kirche Saint-Front
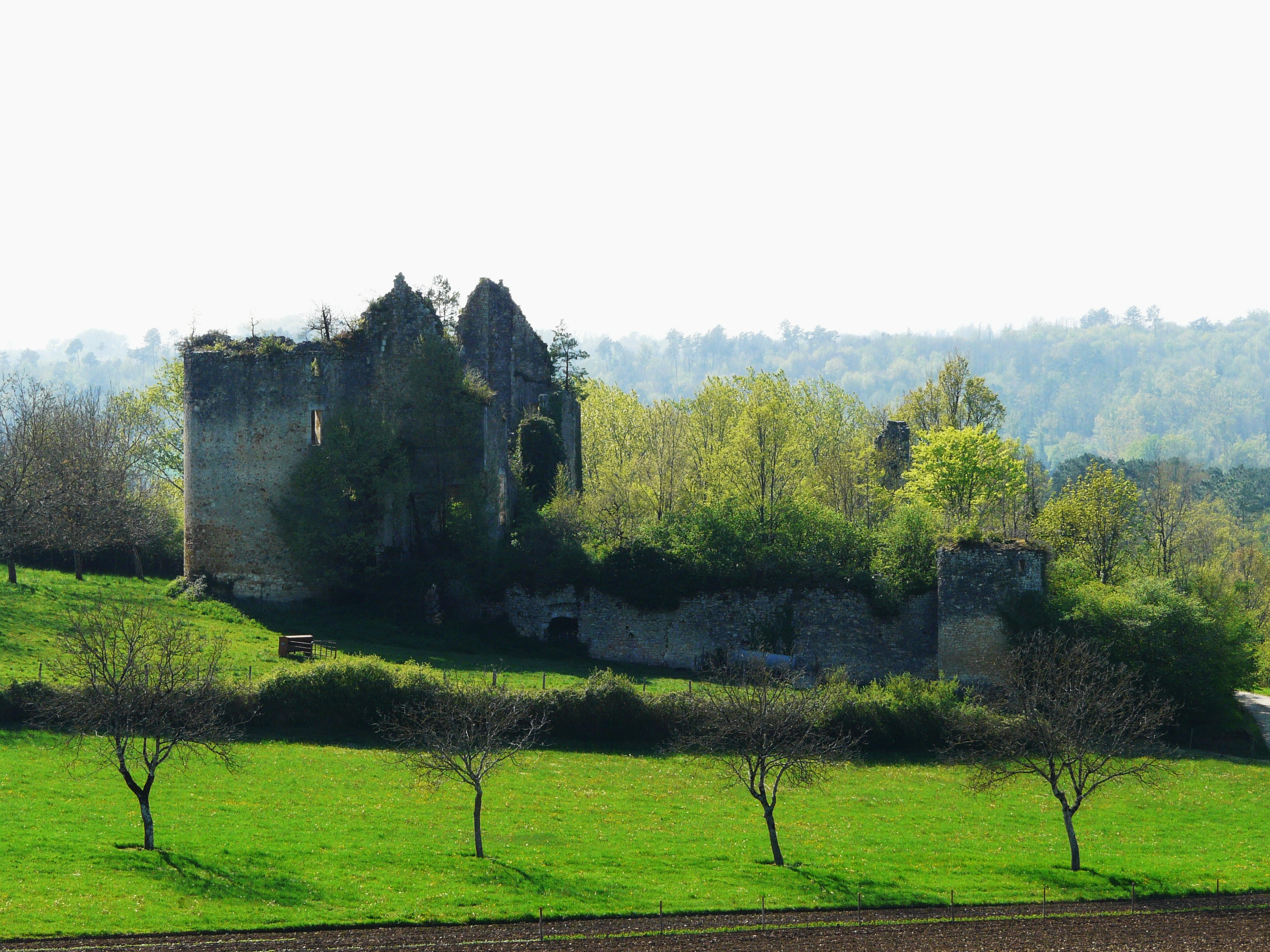
Ruinen des Château de la Renaudie
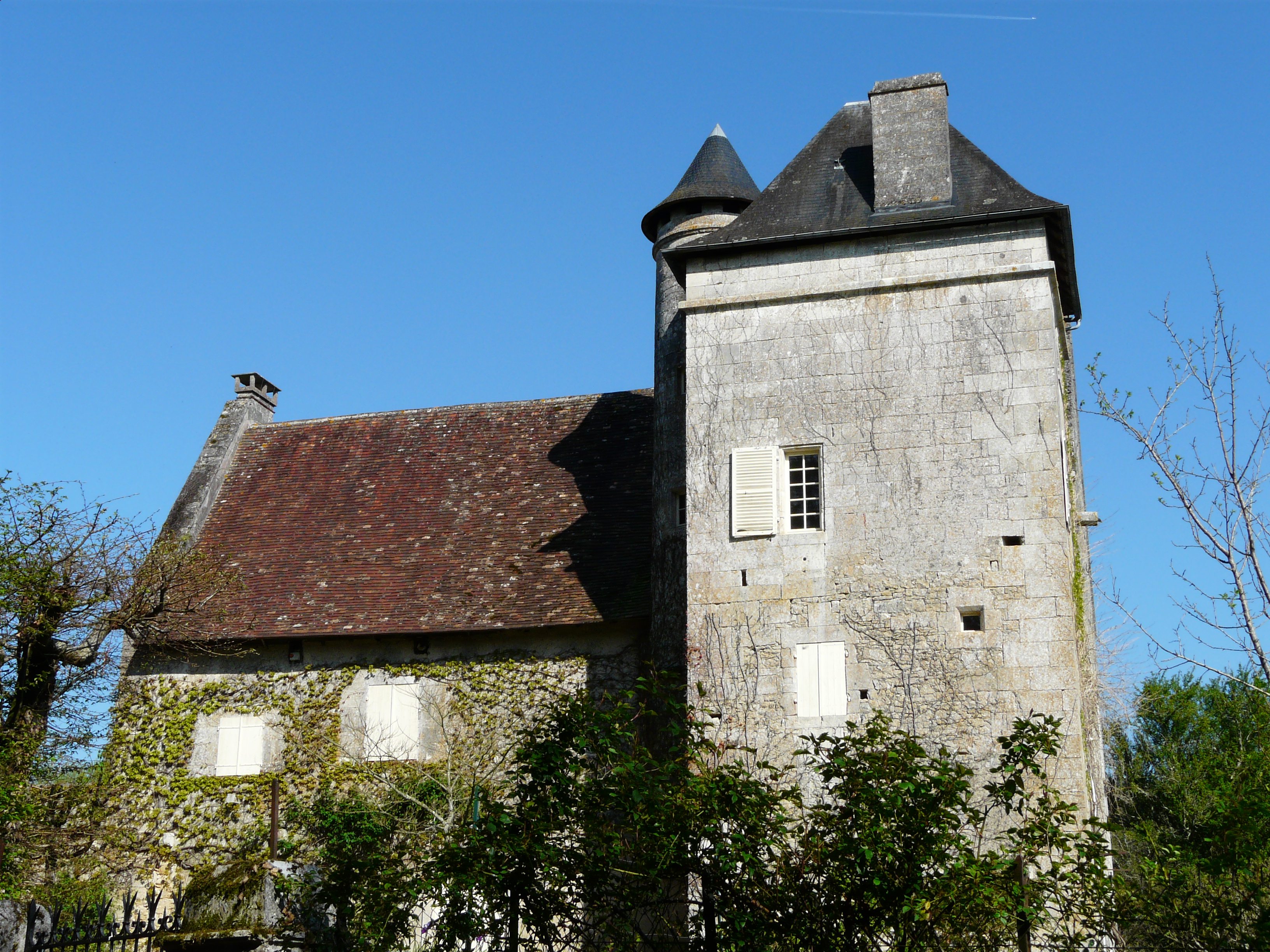
Château de Pommier
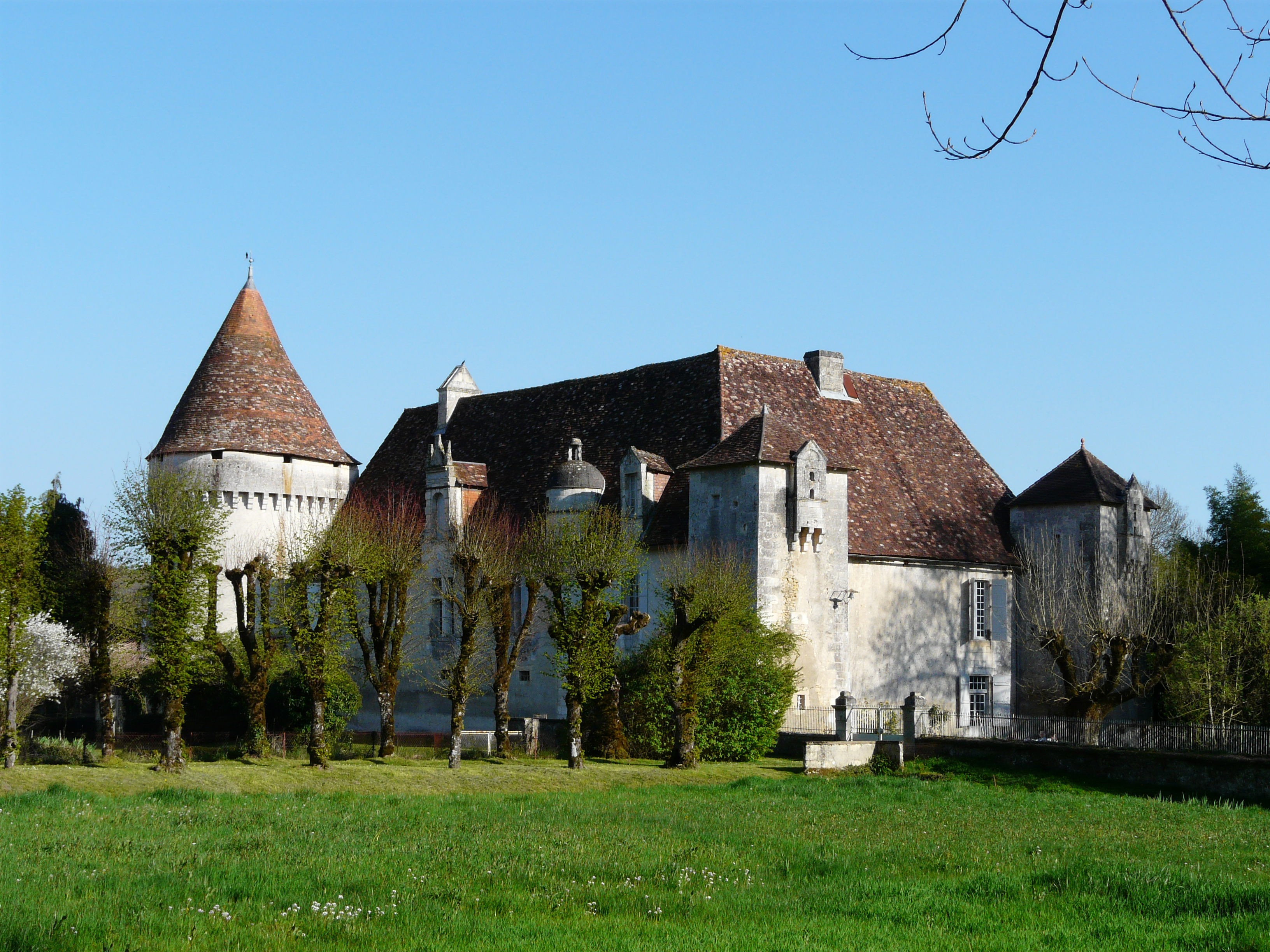
Château Saulnier
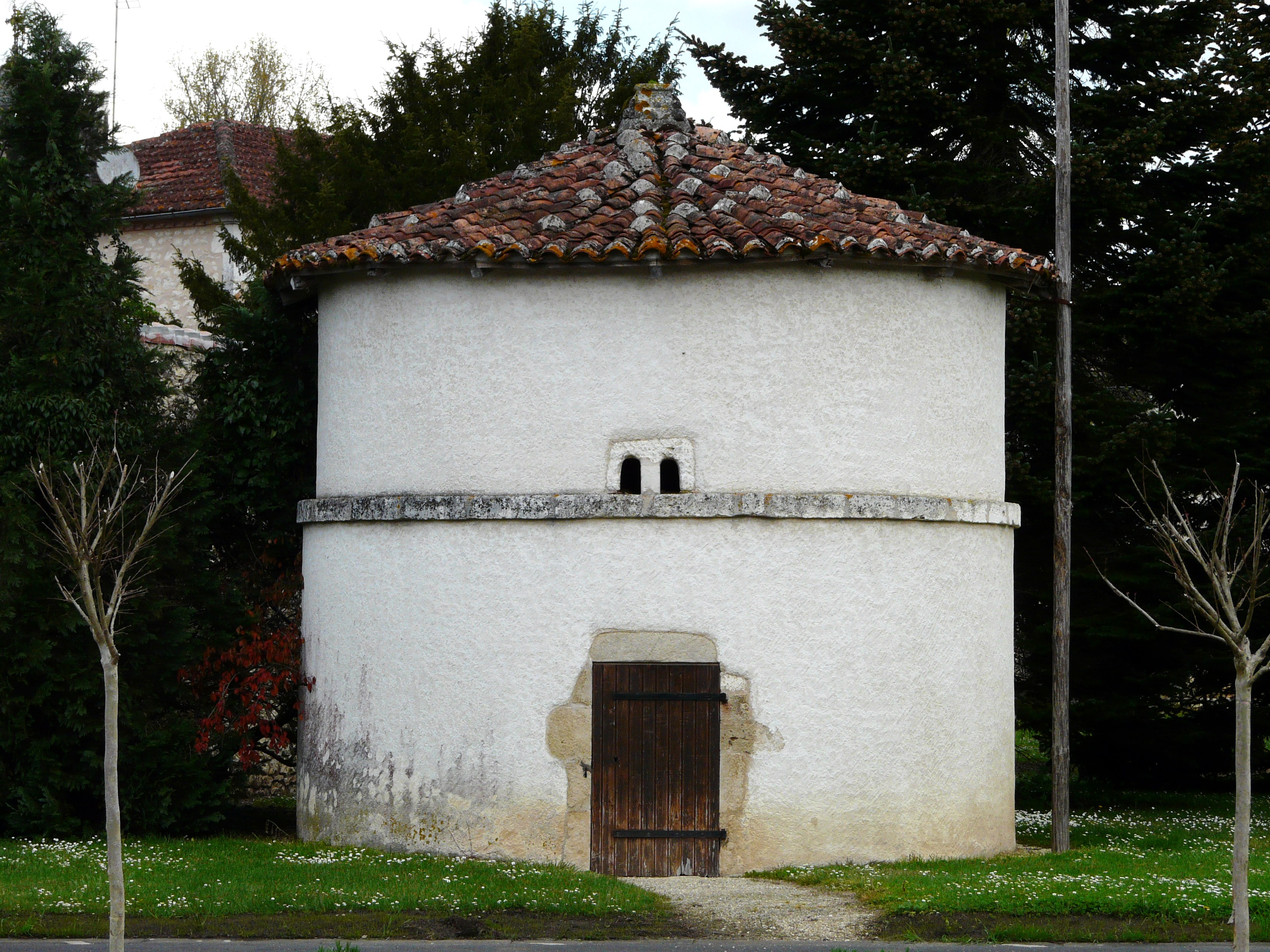
Taubenturm
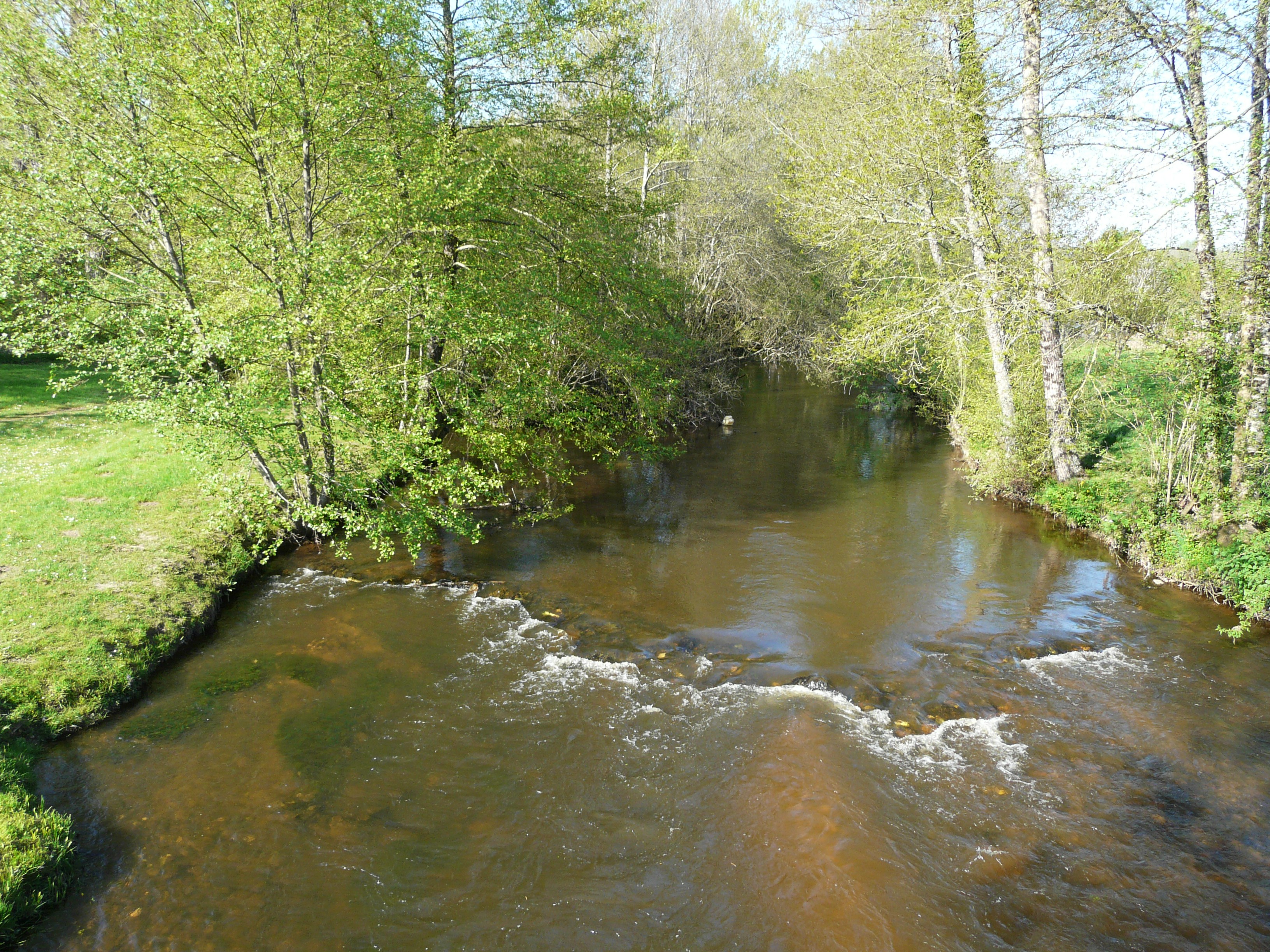
Die Dronne flussaufwärts von Pombol
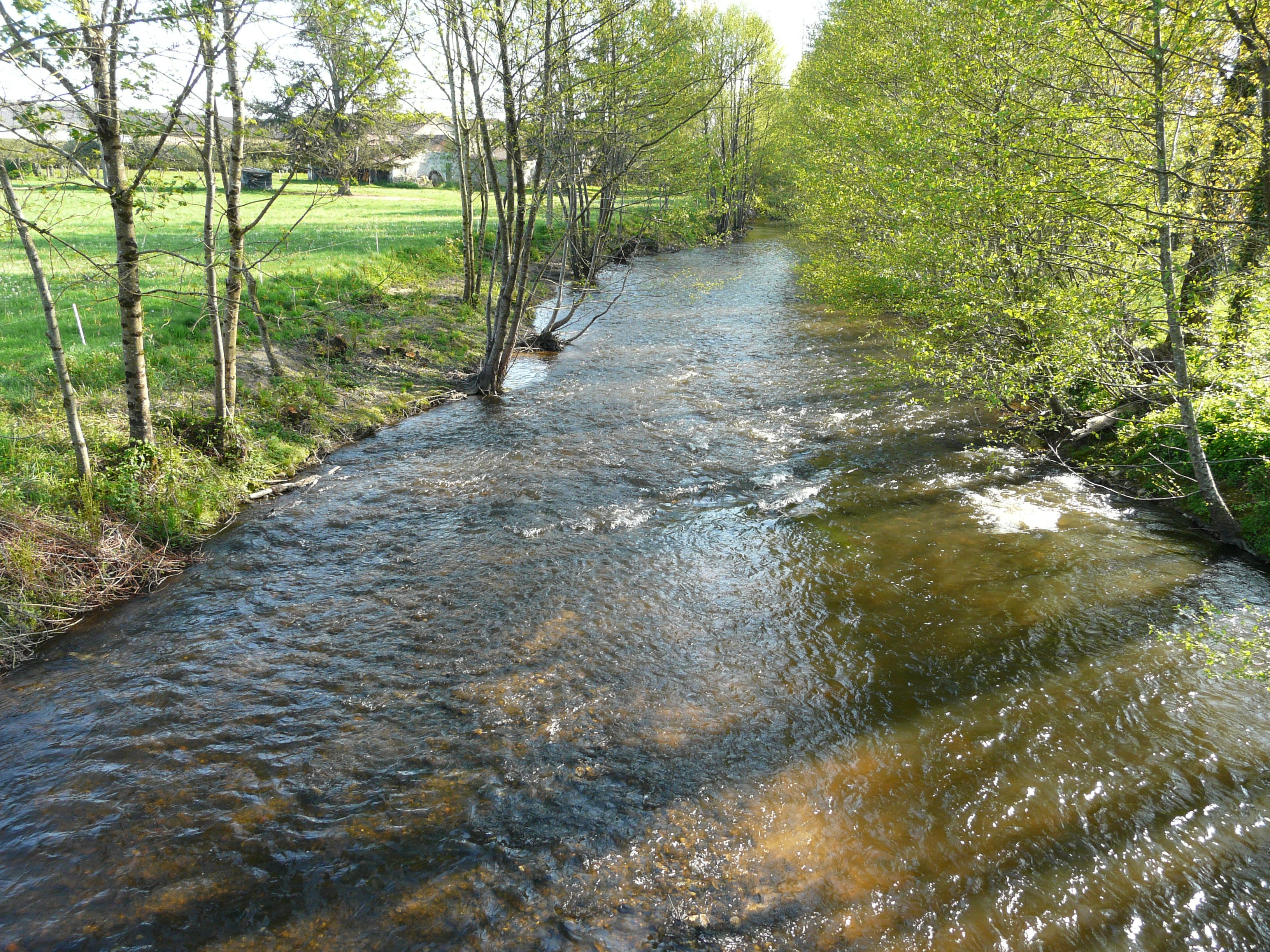
Die Dronne unterhalb der Brücke von Pombol
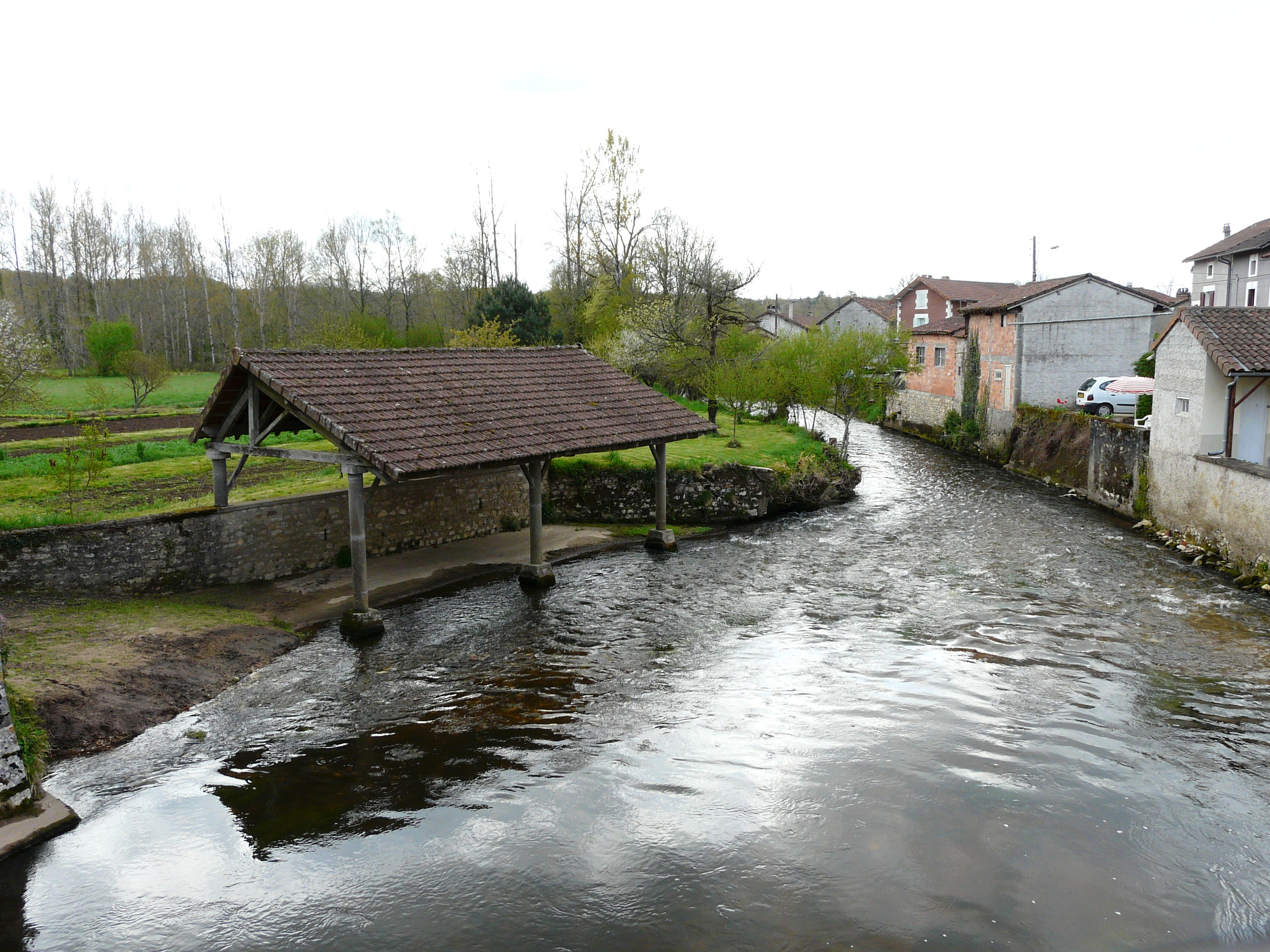
Die Dronne bei La Varenne
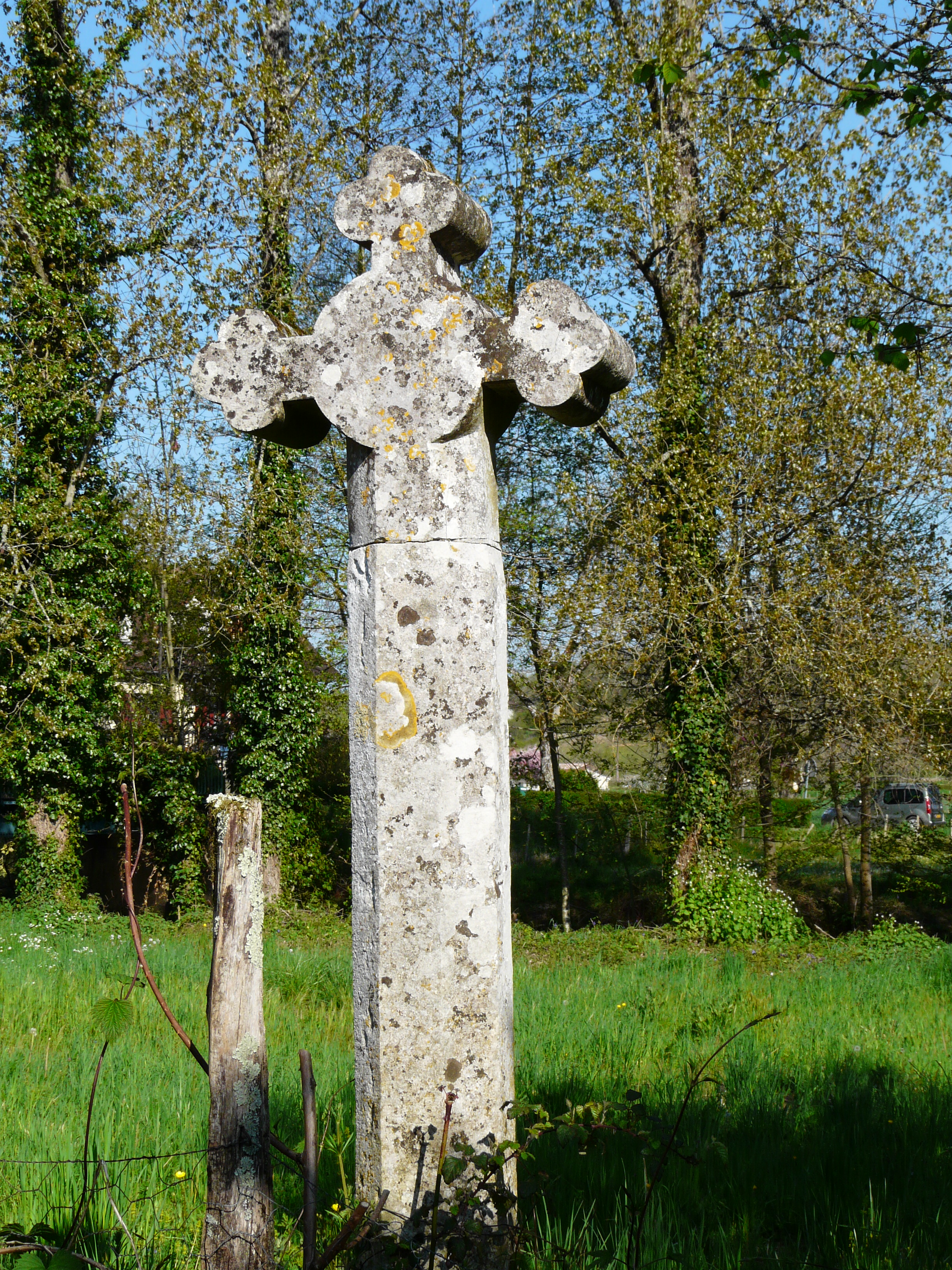
Wegekreuz bei Pombol
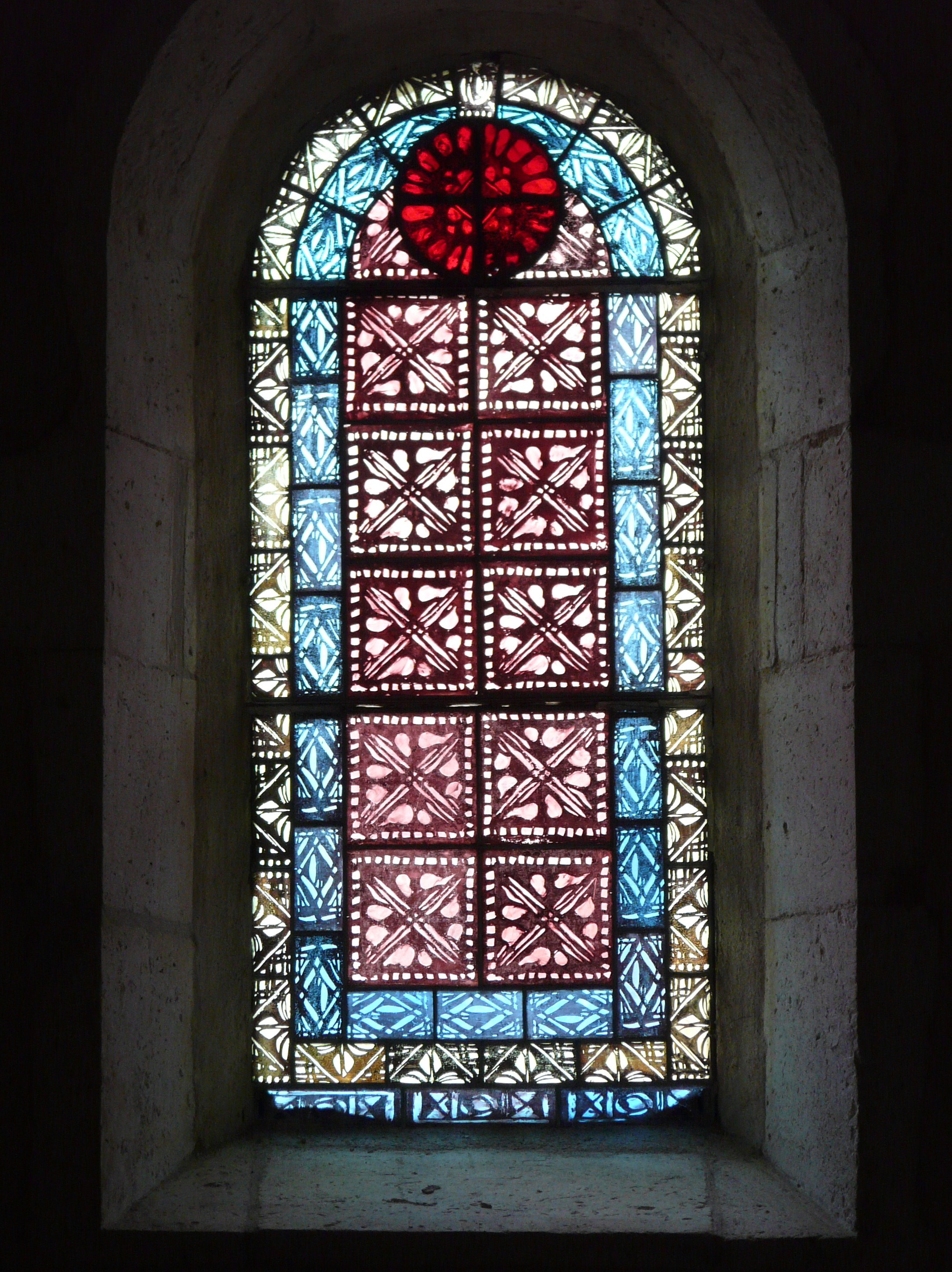
Buntglasfenster in Saint-Front